# 松平明矩
松平 明矩（まつだいら あきのり）は、江戸時代中期の大名。陸奥国白河新田藩主、陸奥白河藩主、播磨国姫路藩主。官位は従四位下・大和守、侍従。結城松平家4代。

## 生涯
正徳3年（1713年）、陸奥白河藩支藩の白河新田藩主・松平知清の長男として誕生した。母は側室の本多氏。
享保6年（1721年）の父の死に伴い新田藩主となるが、本家白河藩に子がいないため、享保12年（1727年）に伯父にあたる松平基知の養子となり、享保14年（1729年）閏9月2日、白河藩を相続する。知清または基知から偏諱を授かってこの頃までは義知（よしちか、初名）と名乗っていたが、基知の死後にその1字を憚ったのか、のちに諱を明矩に改めている。寛保元年（1741年）11月1日、姫路に国替となった。
延享2年（1745年）、9代将軍・徳川家重が将軍に就くと、直後に来日した朝鮮通信使の接待役を命じられたが、費用がないため藩領に臨時の御用金を課した結果、大一揆が発生し、その最中の寛延元年（1748年）に36歳で死去した。
家督は幼少の長男・朝矩が継いだ。

## 官歴
- 享保10年（1725年）：従五位下・相模守、兵庫頭
- 享保12年（1727年）：土佐守
- 享保14年（1729年）：従四位下・大和守
- 元文元年（1736年）：侍従

## 系譜
- 父：松平知清（1682年 - 1721年）
- 母：本多氏（側室）
- 養父：松平基知（1679年 - 1729年）
- 正室：幸姫 - 小笠原忠基の娘
- 側室：成田氏
  - 長男：松平朝矩（1738年 - 1768年）
  - 女子：常 - 松平宗衍正室
- 室：田畑氏
  - 三男：由良貞通（1741年 - 1810年） - 由良貞整の婿養子
  - 男子：松平矩道
  - 女子：綾姫 - 津軽信寧正室
  - 女子：盈子 - 秋月種茂正室

## 墓所

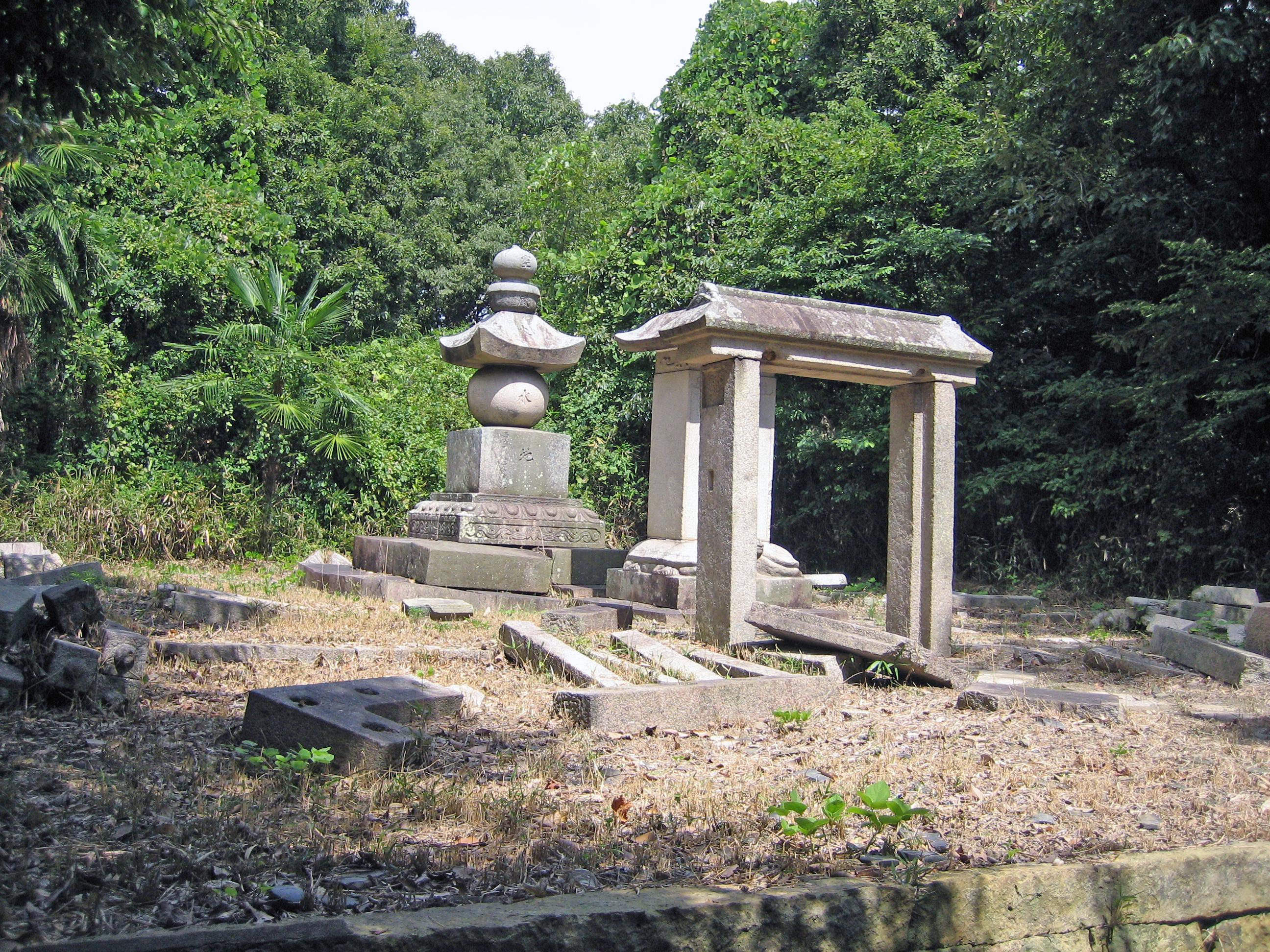
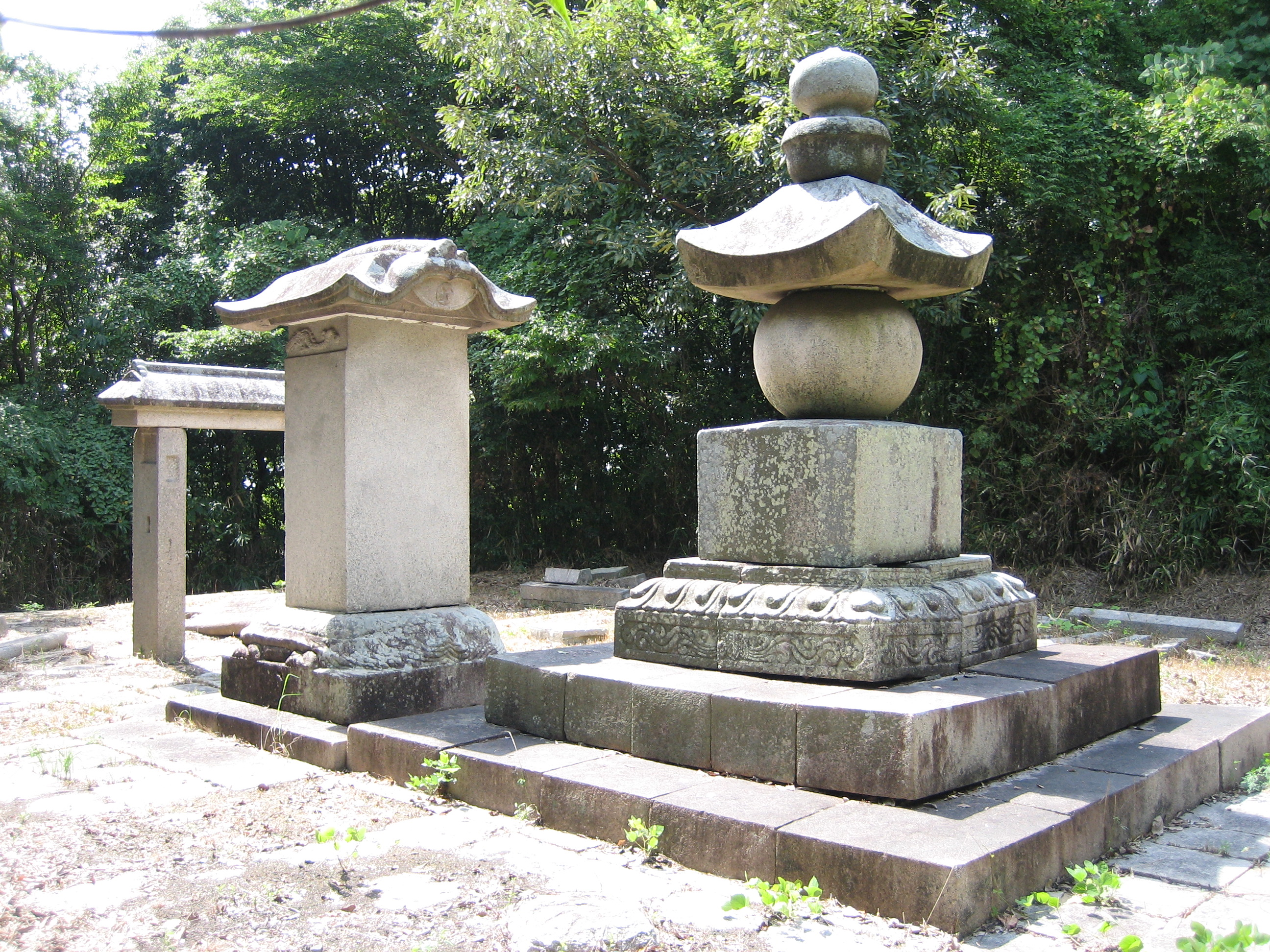
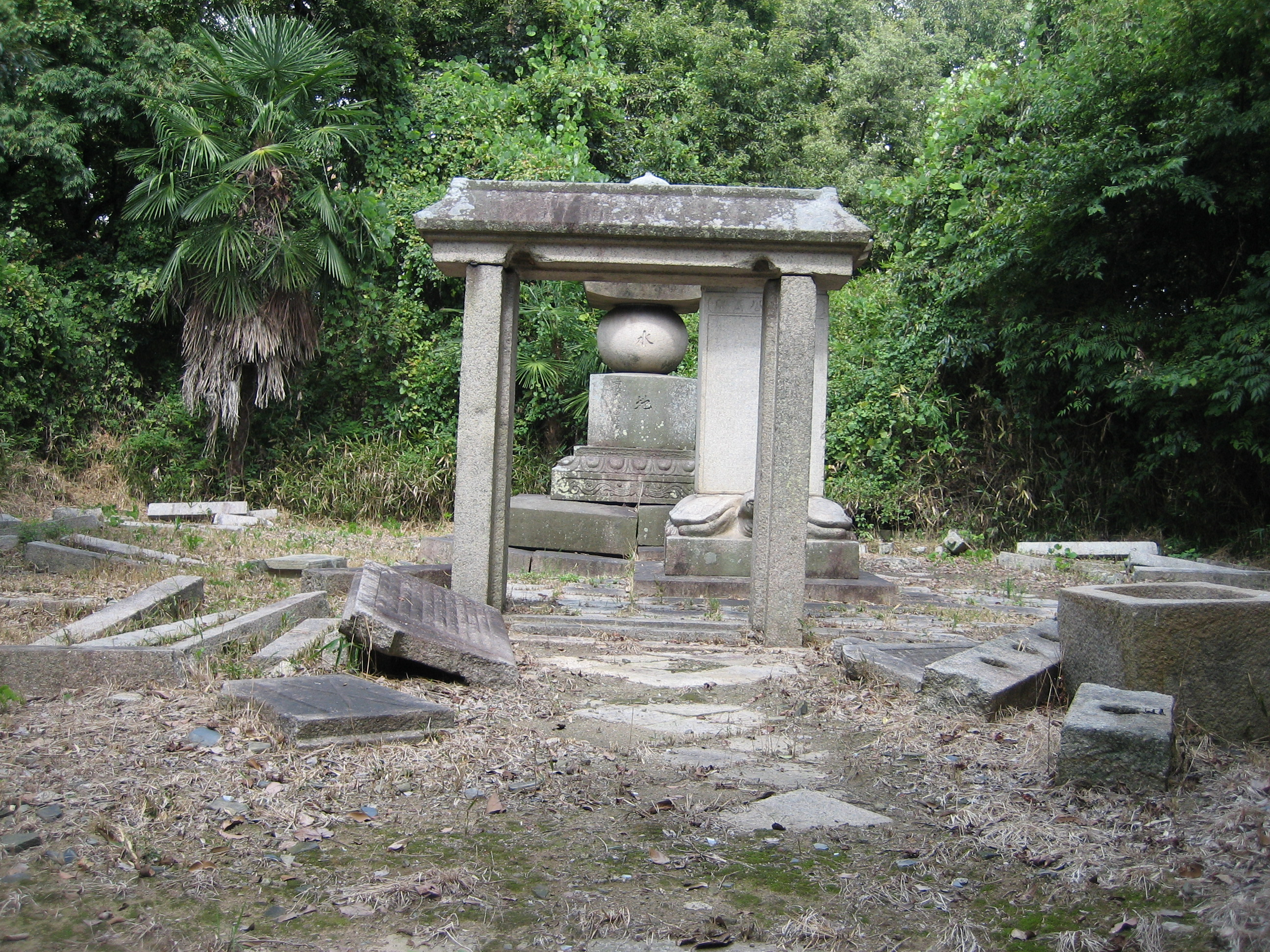
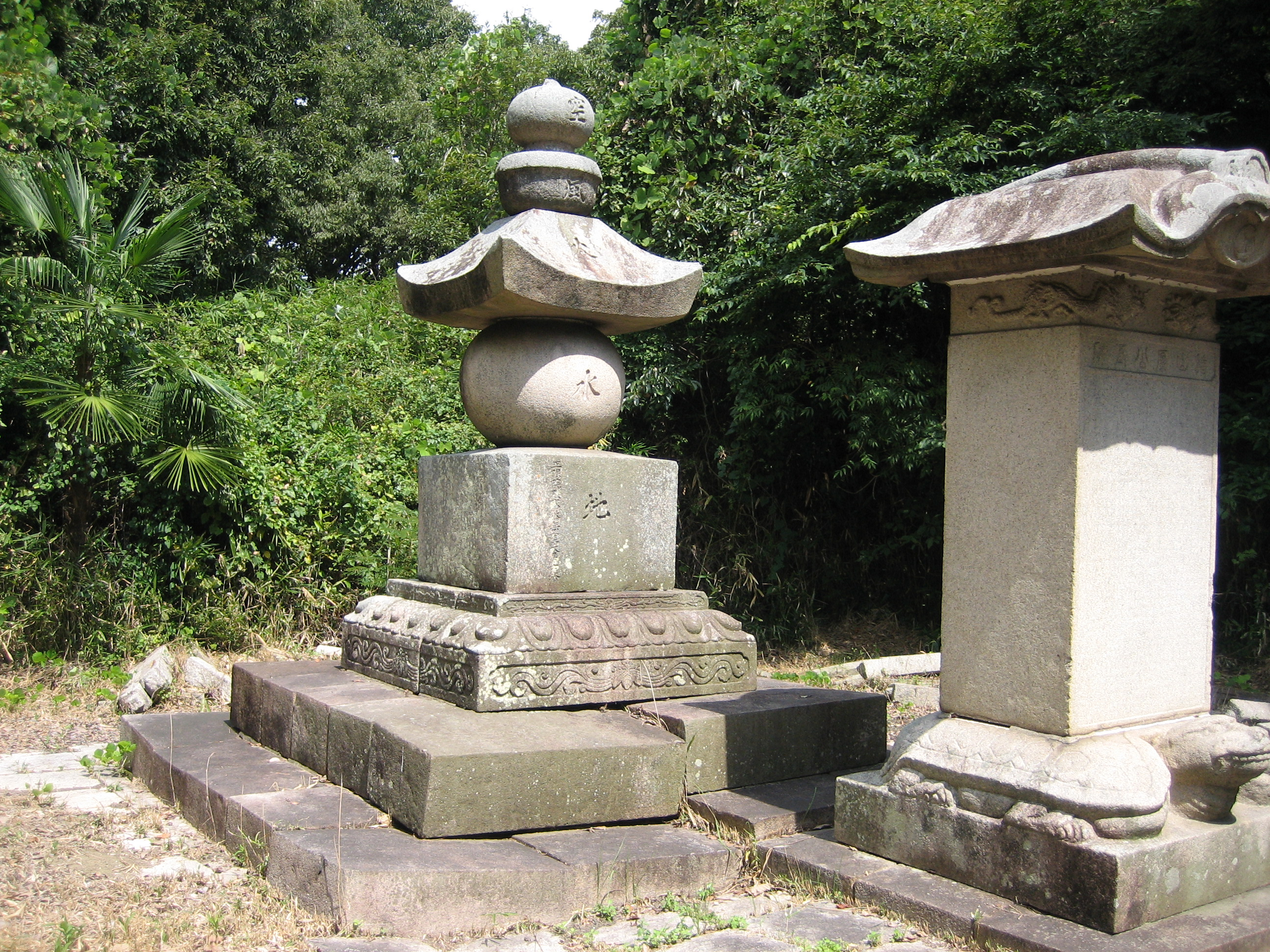
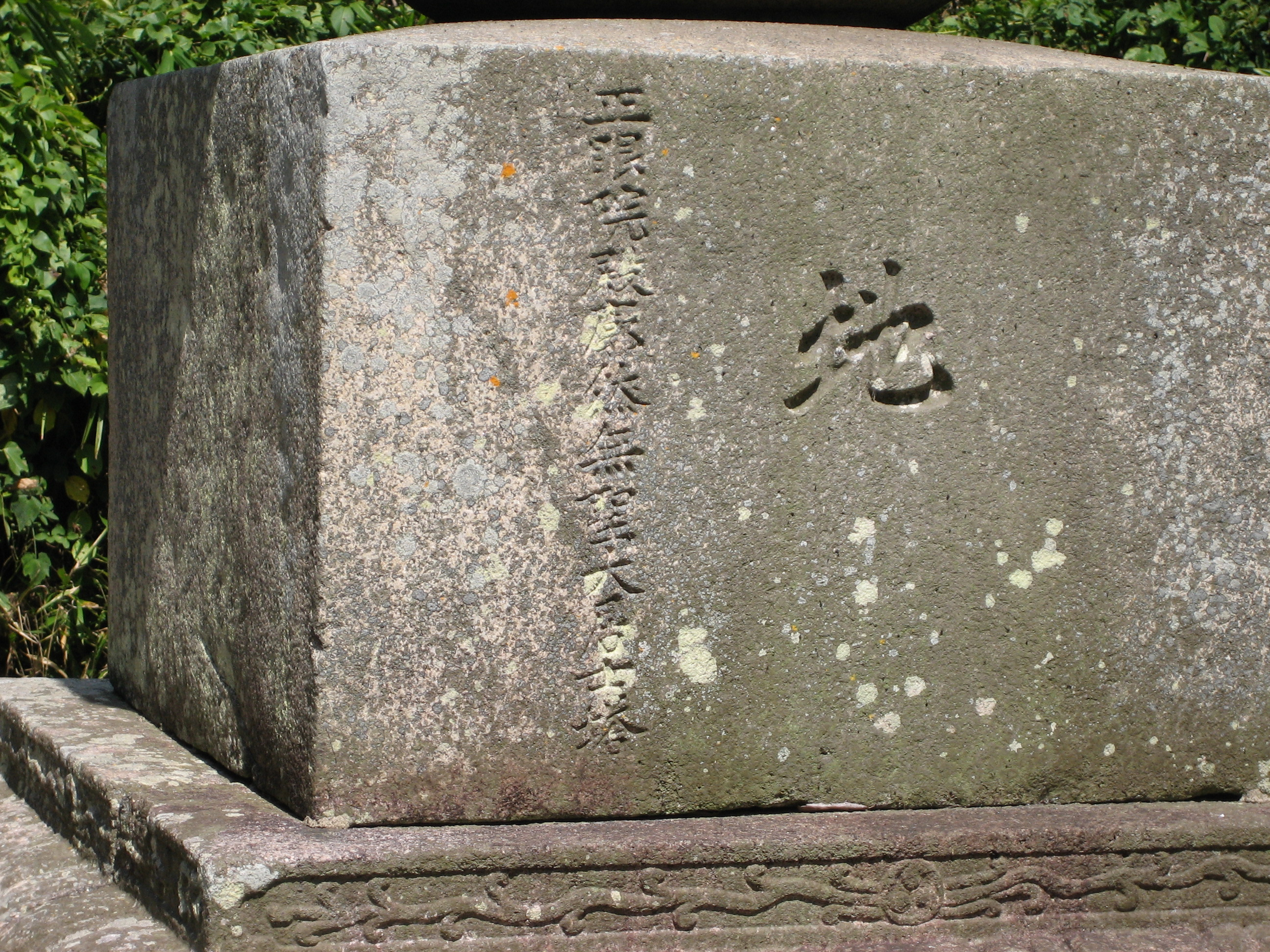
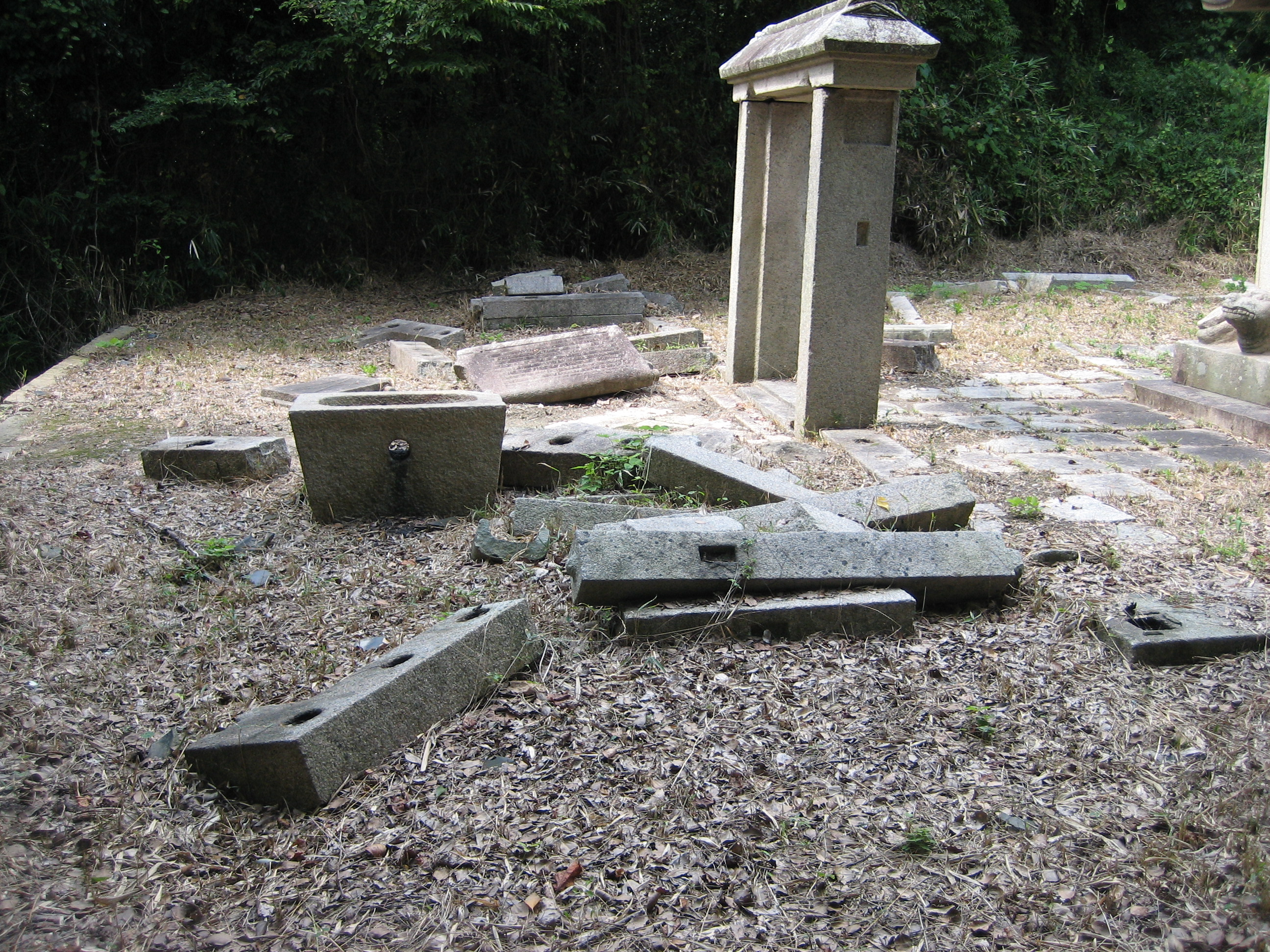
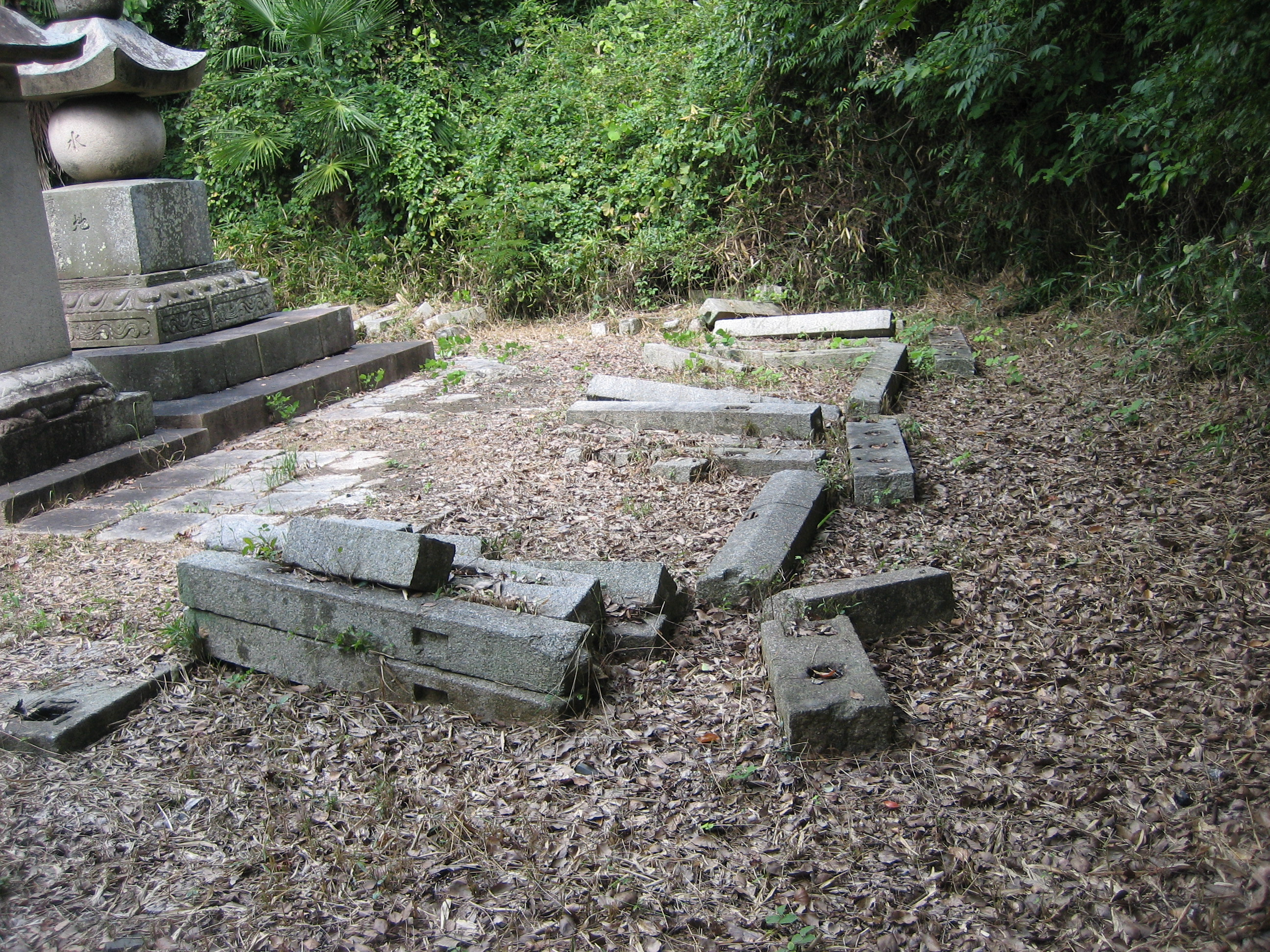
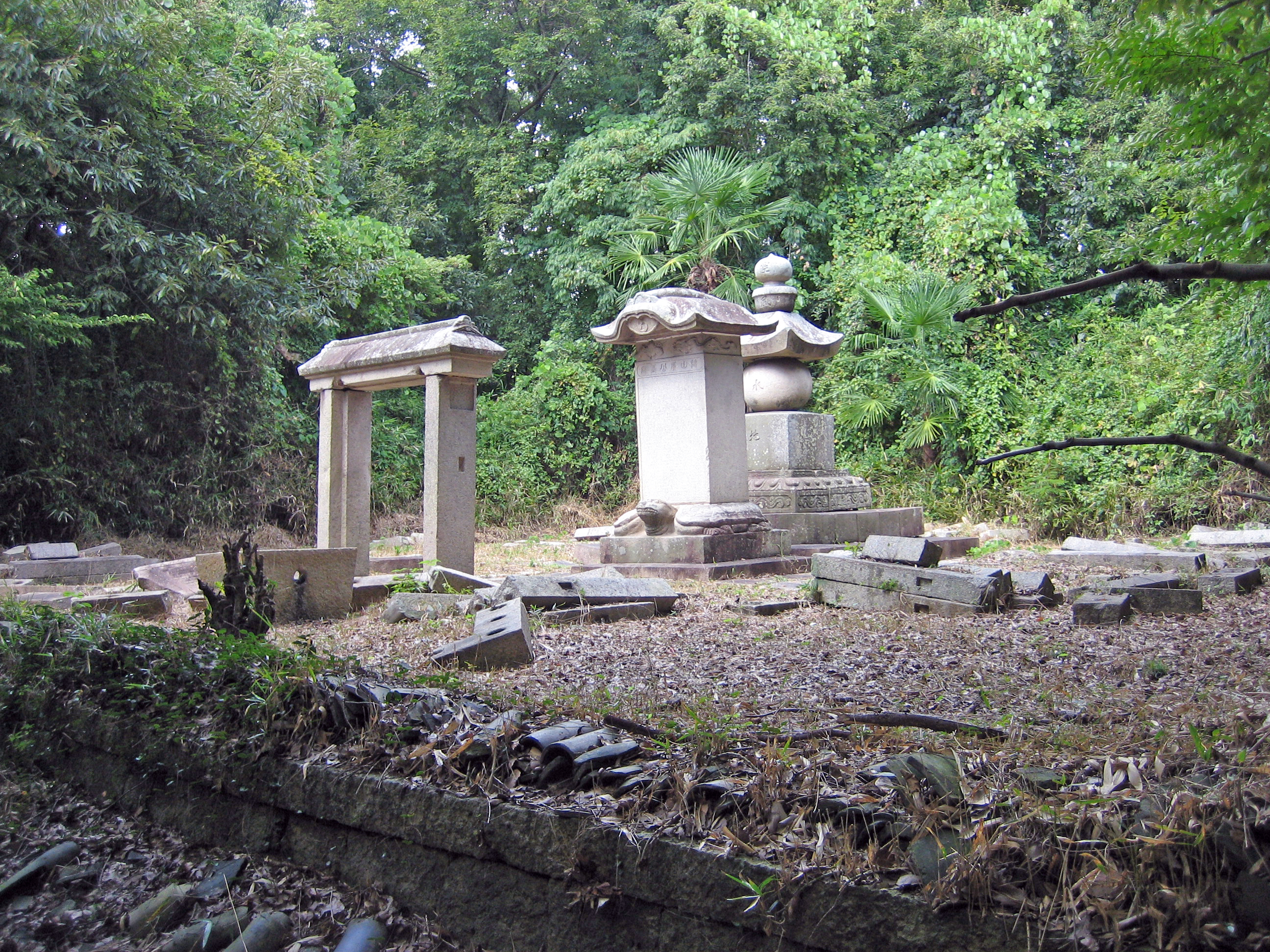

明矩の墓所は姫路城の南西の景福寺山にある。